# Niezależny Samorządny Związek Zawodowy „Solidarność” w latach 1980–1989

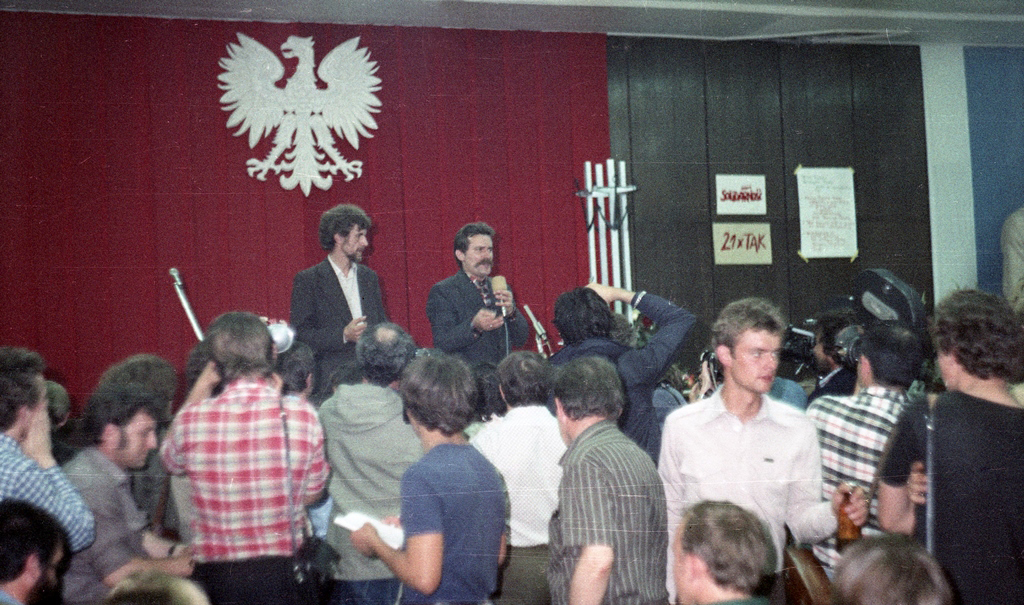
Obrady Międzyzakładowego Komitetu Strajkowego w Gdańsku (31 sierpnia 1980)

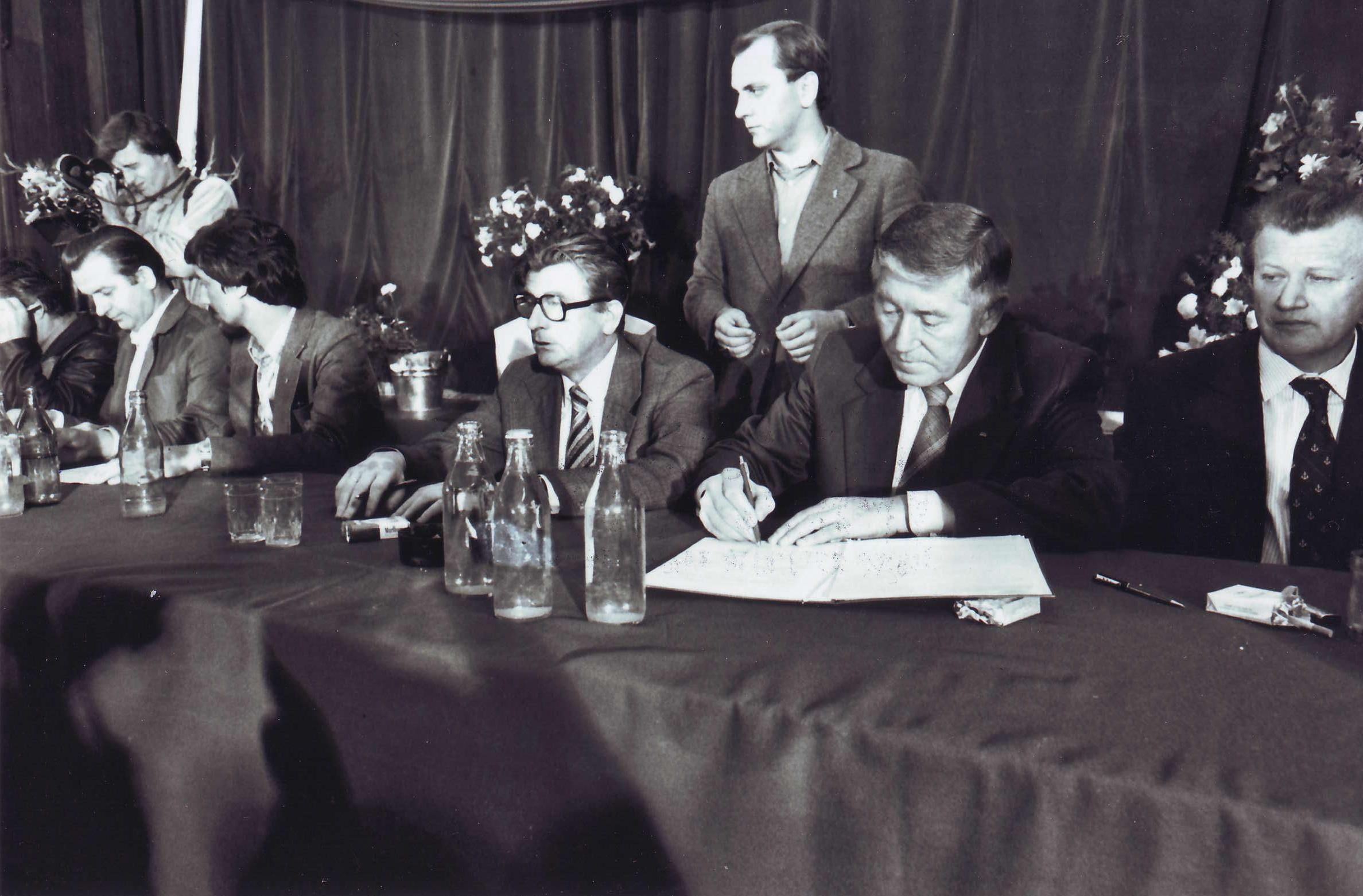
Podpisanie porozumień sierpniowych w Szczecinie, podpisuje Janusz Brych (30 sierpnia 1980)

Niezależny Samorządny Związek Zawodowy „Solidarność” – ogólnopolski związek zawodowy, do 1989 r. pełniący również rolę masowego ruchu oporu przeciw władzy komunistycznej.
„Solidarność” powstała 17 września 1980, w wyniku zawarcia porozumień sierpniowych, kończących falę strajków w czasie Sierpnia 1980. Utworzona została przez porozumienie licznych komitetów strajkowych, połączonych w Międzyzakładowym Komitecie Strajkowym (MKS), które z czasem przekształciły się w komisje założycielskie Niezależnego Samorządnego Związku Zawodowego „Solidarność”. NSZZ „Solidarność” został zarejestrowany 10 listopada 1980 roku.

## Rok 1980
- 8–11 lipca – z powodu podwyżek cen mięsa robotnicy z Wytwórni Sprzętu Komunikacyjnego PZL Świdnik rozpoczęli strajk. W następnych dniach dołączyli do nich pracownicy innych lubelskich zakładów pracy, m.in. Fabryki Maszyn Rolniczych Agromet, Lubelskie Zakłady Naprawy Samochodów Ciężarowych, Lubelskie Zakłady Przemysłu Skórzanego oraz Lokomotywownia PKP (zobacz też: Lubelski Lipiec 1980).
- 14 sierpnia – początek strajku w Stoczni Gdańskiej zorganizowanego przez Wolne Związki Zawodowe Wybrzeża. Komitet strajkowy zażądał przywrócenia do pracy Anny Walentynowicz i Lecha Wałęsy, wzniesienia pomnika ofiar 1970, gwarancji nierepresjonowania strajkujących, podwyżek płac o 2 tys. zł oraz zasiłków rodzinnych jak w MO. Dyrekcja stoczni wyraziła zgodę tylko na trzy pierwsze żądania. Rozpoczął się strajk okupacyjny.
- 16 sierpnia – dyrekcja stoczni zgodziła się na podwyżkę w wysokości 1500 zł. Ogłoszono zakończenie strajku. W stoczni pojawiła się delegacja 21 zakładów z Bogdanem Lisem i Andrzejem Gwiazdą. Zaapelowali o kontynuowanie strajku. Powstał Miejski Komitet Strajkowy z Wałęsą jako przewodniczącym.
- 17 sierpnia – przed bramą stoczni ksiądz Henryk Jankowski odprawił mszę świętą. Po mszy w miejscu, gdzie polegli robotnicy w 1970 r. został wkopany drewniany krzyż. Komitet Strajkowy przekształcił się w Międzyzakładowy. Została zredagowana ostateczna wersja 21 postulatów.
- 18 sierpnia – rozpoczął się strajk w Stoczni im. Adolfa Warskiego w Szczecinie (zobacz też: Szczeciński Sierpień 1980).
- 21 sierpnia – do Gdańska przybyła Komisja Rządowa z Mieczysławem Jagielskim, a do Szczecina z Kazimierzem Barcikowskim. Strajki rozszerzyły się na cały kraj.
- 23 sierpnia – powstała komisja ekspertów MKS. Wydrukowano pierwszy numer Strajkowego Biuletynu Informacyjnego „Solidarność”. Inż. Bogdan Pietruszka przedstawił projekt pomnika ku czci zabitych w 1970 roku. Wieczorem w małej sali BHP rozpoczęły się rozmowy z delegacją rządową.
- 26 sierpnia – odblokowano telefony i zostały wznowione rozmowy z delegacją rządową.
- 27 sierpnia – do strajku przyłączyły się kopalnie Górnego i Dolnego Śląska oraz szereg dużych zakładów przemysłowych w Polsce, np. „Ursus”.
- 29 sierpnia – na Górnym Śląsku powołano Międzyzakładowy Komitet Strajkowy z siedzibą w KWK Manifest Lipcowy.
- 30 sierpnia – w Szczecinie podpisano porozumienie. W Gdańsku uzależniono podpisanie od uwolnienia wszystkich więźniów politycznych.
- 31 sierpnia – do punktu 4. (zwolnienie więźniów politycznych) prezydium MKS dodało aneks z nazwiskami osób aresztowanych w ostatnich dwóch tygodniach. Jagielski wydał oświadczenie, że wszyscy w ciągu jednego dnia zostaną zwolnieni. O godzinie 17 zostało podpisane porozumienie między komisją rządową a MKS-em reprezentującym ponad 700 zakładów. Do strajku przyłączyły się „Jelczańskie Zakłady Samochodowe w Jelczu” oraz zakłady we Wrocławiu.
- 3 września – podpisano porozumienie w Jastrzębiu. Z Międzyzakładowego Komitetu Strajkowego powstał Międzyzakładowy Komitet Robotniczy NSZZ. Niezależne podpisanie porozumień w FSM w Tychach, Hucie Katowice, Bytomiu, Siemianowicach Śląskich i Tarnowskich Górach. Na Śląsku powstało wówczas 6 wolnych międzyzakładowych organizacji związkowych, które w lipcu 1981 roku zjednoczyły się.
- 5 września – rozpoczął się strajk w Zakładach Przemysłu Bawełnianego „Frotex” w Prudniku.
- 17 września – w Gdańsku przedstawiciele MKZ i MKR z całej Polski powołali ogólnopolski Niezależny Samorządny Związek Zawodowy „Solidarność” oraz Krajową Komisję Porozumiewawczą. Nazwę zaproponował Karol Modzelewski.
- 24 września – „Solidarność” złożyła w Sądzie Wojewódzkim w Warszawie wniosek o rejestrację i statut.
- październik – władze komunistyczne rozpoczęły przygotowania do wprowadzenia stanu wojennego.
- 24 października – Sąd Wojewódzki w Warszawie wprowadził samowolnie zmiany w statucie „Solidarności”. KKP ogłosiła gotowość strajkową na 12 listopada i złożyła odwołanie do Sądu Najwyższego.
- 31 października – w Warszawie odbyły się rozmowy z premierem Pińkowskim. Ustalono, że „Solidarność” uzyskała 24 października osobowość prawną. Władze obiecały, że do 10 listopada zostanie rozpatrzone odwołanie „Solidarności” dotyczące zmian w statucie oraz obiecały wyrazić zgodę na wydawanie ogólnokrajowego „Tygodnika Solidarność”.
- 9 listopada – na posiedzeniu KKP w Gdańsku zgodzono się na kompromis w sprawie zmian w statucie. Andrzej Gwiazda zaproponował, aby zapis o kierowniczej roli partii znalazł się w aneksie obok fragmentów konwencji Międzynarodowej Organizacji Pracy.
- 10 listopada – Sąd Najwyższy zarejestrował statut NSZZ „Solidarność”.
- 12 listopada – gen. Wojciech Jaruzelski ujawnił na posiedzeniu Komitetu Obrony Kraju, że przygotowany został zestaw niezbędnych aktów prawnych dotyczących stanu wojennego.
- 1 grudnia – władze radzieckie przekazały gen. Hupałowskiemu i płk Puchale plany wkroczenia wojsk sowieckich do Polski w ramach ćwiczeń „Sojuz 81”. Gotowość do przekroczenia granicy wyznaczono na 8 grudnia.
- 5 grudnia – na szczycie państw Układu Warszawskiego w Moskwie gen. Jaruzelski przedstawił koncepcję samodzielnego zlikwidowania „Solidarności” i opozycji, gdy tylko wystąpią pierwsze oznaki wyczerpania społeczeństwa. Natomiast Stanisław Kania ostrzegł Breżniewa, że interwencja spotka się „z gwałtowną reakcją społeczną, wręcz z powstaniem narodowym”. Zbigniew Brzeziński doradca do spraw bezpieczeństwa prezydenta USA Jimmy’ego Cartera ostrzegł ZSRR, że ich interwencja w Polsce spotka się z ostrą ripostą Stanów Zjednoczonych. Pomysł interwencji ostatecznie zarzucono.
- 16 grudnia – na uroczystość odsłonięcia pomnika Ofiar Grudnia w Gdańsku przybyły delegacje „Solidarności” z całego kraju. Mszę św. celebrował ks. arcybiskup Franciszek Macharski. Tłumaczenie fragmentu Biblii Czesława Miłosza recytował Daniel Olbrychski.
- 17 grudnia – odbyły się uroczystości w Gdyni – przy przystanku Gdynia Stocznia i przy urzędzie miasta. Odsłonięto tablicę pamiątkową na murze stoczni w Szczecinie.

## Rok 1981
- 15 stycznia – delegacja „Solidarności” z Lechem Wałęsą spotkała się w Rzymie z papieżem Janem Pawłem II.
- 12 lutego – powołane zostało Tymczasowe Prezydium KKP w składzie: Lech Wałęsa, Andrzej Gwiazda, Ryszard Kalinowski, Zbigniew Bujak, Tadeusz Jedynak, Jan Rulewski, Andrzej Słowik i Stanisław Wądołowski. Rzecznikiem prasowym został Karol Modzelewski, a sekretarzem Andrzej Celiński.
- 16 lutego – grupa 45 wyższych oficerów MON i MSW oraz dwóch funkcjonariuszy Wydziału Propagandy KC PZPR rozpoczęła prace nad przygotowaniem planu wprowadzenia stanu wojennego.
- 17 lutego – minister nauki, szkolnictwa wyższego i techniki zarejestrował Niezależne Zrzeszenie Studentów.
- 19 marca – prowokacja bydgoska – podczas sesji WRN w Bydgoszczy protestującą delegację „Solidarności” milicja usunęła siłą z budynku. Związkowcy: Jan Rulewski, Mariusz Łabentowicz i Michał Bartoszcze zostali dotkliwie pobici.
- 23 marca – na posiedzeniu KKP ustalono termin czterogodzinnego strajku ostrzegawczego oraz ustalono termin rozpoczęcia strajku generalnego na 31 marca.
- 27 marca – w czterogodzinnym strajku ostrzegawczym wzięli udział prawie wszyscy ludzie pracy w Polsce.
- 30 marca – parafowano porozumienia warszawskie i odroczono strajk generalny. Jednym z warunków porozumienia było ujawnienie i pociągnięcie do odpowiedzialności sprawców prowokacji bydgoskiej. Kolejne terminy wyjaśnienia sprawy nie zostały dotrzymane (w przededniu I tury Krajowego Zjazdu „Solidarności” Prokuratura Generalna umorzyła śledztwo).
- 3 kwietnia – ukazał się pierwszy numer „Tygodnika Solidarność”.
- 12 maja – został zarejestrowany NSZZ Rolników Indywidualnych „Solidarność”.
- 15 lipca – Walny Zjazd Delegatów Regionu Gdańskiego wybrał Lecha Wałęsę na przewodniczącego Zarządu Regionu Gdańskiego „Solidarności”.
- 5–10 września – I tura I Krajowego Zjazdu „Solidarności” w Gdańsku. W hali „Olivia” zasiadło 865 delegatów. M.in. wystosowano Posłanie do ludzi pracy Europy Wschodniej oraz List do Polonii całego świata.
- 13 września – odbyło się posiedzenie Komitetu Obrony Kraju, na którym gen. Tadeusz Tuczapski przedstawił akty prawne stanu wojennego.
- 26 września – 7 października – II tura zjazdu „Solidarności”, na której na przewodniczącego wybrano Lecha Wałęsę. Przyjęto program Związku pod nazwą Samorządna Rzeczpospolita.
- 31 października – gen. Jaruzelski podjął ostateczną decyzję o wprowadzeniu stanu wojennego.
- 3–4 listopada – KK zobowiązała prezydium KK do podjęcia rozmów z władzami PRL w celu osiągnięcia porozumienia narodowego. Przegłosowano m.in. uchwałę w sprawie negocjacji z rządem, których celem powinno było być powołanie Społecznej Rady Gospodarki Narodowej i ustalenie kierunków reformy gospodarczej.
- 3 grudnia – prezydium KK i przewodniczący zarządów regionu na posiedzeniu w Radomiu zapowiedzieli 24-godzinny strajk protestacyjny w wypadku uchwalenia przez Sejm nadzwyczajnych pełnomocnictw dla rządu i strajk powszechny, gdyby zostały one wprowadzone w życie.
- 11–12 grudnia – KK na obradach w Stoczni Gdańskiej potwierdziła decyzję z Radomia o strajku generalnym w razie wprowadzenia stanu wojennego. Zapowiedziano, że do rozmów z rządem może dojść wtedy, gdy władza wyrzeknie się planów działania przemocą przeciw narodowi.
- 12 grudnia – o godzinie 23 zostały przerwane połączenia teleksowe i telefoniczne. Kilka minut po północy nagle przestało nadawać radio i telewizja.
- 12/13 grudnia – władzę w kraju przejęła Wojskowa Rada Ocalenia Narodowego.
- 13 grudnia – Rada Państwa podpisała uchwałę o wprowadzeniu stanu wojennego.
- 14/15 grudnia – w całym kraju rozpoczęły się pacyfikacje wielkich zakładów. W nocy ZOMO spacyfikowało Stocznię Gdańską im. Lenina.
- 15 grudnia – rano do Stoczni Gdańskiej wrócili robotnicy. Studenci z Trójmiasta przenieśli się do stoczni. ZOMO opanowało kopalnię „Jastrzębie”, „Moszczenica”. Uprzedzona o ataku kopalnia „Manifest Lipcowy” przygotowała się do obrony. Strajk rozbił 16-osobowy oddział specjalny, który bez ostrzeżenia użył broni palnej. Czterech górników zostało rannych od kul.
- 16 grudnia – ZOMO ponownie spacyfikowało Stocznię Gdańską. Od godzin południowych rozpoczęły się na ulicach Gdańska starcia z milicją. Do walki z tłumem użyto helikopterów i czołgów. W stoczni władze zawiesiły pracę do początku stycznia. W czasie krwawej pacyfikacji kopalni „Wujek” zginęło 9 górników, 21 miało rany postrzałowe.
- 17 grudnia – ponowne starcia z ZOMO na ulicach Gdańska. Podczas ulicznych walk został zastrzelony Antoni Browarczyk, a dwie osoby zostały ranne. Także masowe demonstracje w Krakowie zostały rozbite przez ZOMO. Spacyfikowano ostatnie strajkujące zakłady we Wrocławiu.
- 20 grudnia – zakończył się najdłuższy w regionie gdańskim strajk w porcie morskim Gdańsk.
- 28 grudnia – po 14 dniach zakończył się – ostatni w całej Polsce – strajk okupacyjny w kopalni „Piast”.

## Rok 1982
- 25 stycznia – na posiedzeniu Sejmu uchwalono – przy jednym głosie sprzeciwu (poseł Romuald Bukowski z Gdańska) – ustawę o szczególnej regulacji prawnej w okresie stanu wojennego, zatwierdzając tym samym dekret o stanie wojennym.
- 11 lutego – ukazał się z numerem 2. pierwszy numer „Tygodnika Mazowsze”.
- 1 marca – gen. Kiszczak poinformował, że od 13 grudnia do 26 lutego 1982 r. internowano 6647 osób, a zwolniono już z internowania 2552 osoby.
- 12 kwietnia – w Warszawie została nadana pierwsza 5-minutowa audycja podziemnego Radia „Solidarność”.
- 22 kwietnia – powstała Tymczasowa Komisja Koordynacyjna w składzie: Zbigniew Bujak (Region Mazowsze), Bogdan Lis (Region Gdańsk), Władysław Frasyniuk (Region Dolny Śląsk), Władysław Hardek (Region Małopolska). W pierwszych oświadczeniach TKK wyraziła gotowość podjęcia negocjacji z władzą po zwolnieniu wszystkich internowanych oraz po ogłoszeniu amnestii dla aresztowanych i skazanych. Zapowiedziała także, że na delegalizację Związek odpowie strajkiem generalnym.
- 1 maja – w wielu miastach odbyły się wielotysięczne manifestacje i kontrpochody „S” (jedynie w Toruniu i Elblągu interweniowała milicja). W pochodzie w Gdańsku wzięło udział ponad 60 tys. osób.
- 3 maja – ZOMO brutalnie rozpędzało demonstracje używając pałek, armatek wodnych i gazów łzawiących. Do późnej nocy trwały walki uliczne, m.in. w Gdańsku, Warszawie, Elblągu, Szczecinie, Krakowie i Toruniu. Wiele osób aresztowano.
- 6 maja – w Gdańsku powołano Regionalną Komisję Koordynacyjną NSZZ „S” w składzie: Bogdan Borusewicz, Aleksander Hall, Stanisław Jarosz, Bogdan Lis i Marian Świtek.
- 1 lipca – powołane zostało Biuro Koordynacyjne NSZZ „Solidarność” za Granicą z siedzibą w Brukseli, którego zadaniem było reprezentowanie „Solidarności” w międzynarodowym ruchu związkowym i utrzymywanie stałej współpracy z władzami zagranicznych organizacji związkowych[1].
- 14 sierpnia – pobito uwięzionych w ośrodku dla internowanych w Kwidzynie. Na 150 uwięzionych zostało pobitych 81, w tym 38 ciężko.
- 31 sierpnia – masowe demonstracje w ponad 30 województwach. W Gdańsku i Gdyni starcia z milicją trwały do późnej nocy. W Gdańsku od uderzenia petardą zginął jeden z demonstrantów. W Lubinie milicjanci w cywilu zastrzelili trzy osoby (11 zostało rannych). Jedna osoba na skutek pobicia zmarła we Wrocławiu.
- 8 października – Sejm uchwalił ustawę o związkach zawodowych, na mocy której rozwiązano wszystkie związki zawodowe działające do 13 grudnia.
- 11 października – na wezwanie Stoczni Gdańskiej niektóre zakłady pracy Trójmiasta, wśród nich Gdańska Stocznia Remontowa, Stocznia Północna, Hydroster, Unimor, Elmor, port morski Gdańsk, Stocznia im. Komuny Paryskiej w Gdyni, wzięły udział w proteście przeciwko rozwiązaniu NSZZ „Solidarność”. Na wezwanie SKS NZS „Trójmiasto” zastrajkowali studenci Politechniki i Uniwersytetu Gdańskiego. Po południu bardzo ostre starcia z milicją w śródmieściu i we Wrzeszczu pod byłą siedzibą MKZ „Solidarność”.
- 13 października – zmilitaryzowano stocznię i każdego przychodzącego do pracy informowano, że odmowa pracy grozi sądem. Do starć z milicją doszło m.in. w Nowej Hucie, Wrocławiu i Ursusie. W Nowej Hucie funkcjonariusz MO zastrzelił 20-letniego Bogdana Włosika.
- 14 listopada – Wałęsa powrócił do Gdańska z internowania.
- 9 grudnia – Ministerstwo Spraw Wewnętrznych poinformowało, że w ciągu 1982 roku zlikwidowano 360 punktów produkcji nielegalnej literatury, przejęto 1196 różnego typu urządzeń powielaczowych i 468 maszyn do pisania. Skonfiskowano około 730 tys. ulotek, 340 broszur i wydawnictw, 4 tys. plakatów. Zlikwidowano 11 radiostacji Radia „Solidarność”. Internowano łącznie 10 131 osób, a 8 grudnia w obozach przebywało jeszcze 317 osób. Pod zarzutem naruszenia dekretu stanu wojennego aresztowano 3616 osób.
- 18 grudnia – Sejm uchwalił ustawę o szczególnej regulacji prawnej w okresie zawieszenia stanu wojennego. Dzień później Rada Państwa podjęła uchwałę zawieszającą stan wojenny od 31 grudnia 1982 roku.
- 27 grudnia – Rada Ministrów postanowiła, że majątek byłych związków zawodowych będzie przekazany związkom, które mają osobowość prawną i dalej rozwijają działalność.

## Rok 1983
- 14 stycznia – Lech Wałęsa zgłosił się do pracy w Stoczni Gdańskiej. Nie wpuszczono go do stoczni twierdząc, że jego przepustka straciła ważność. Po oświadczeniu Wałęsy, że odda sprawę do sądu pracy pozwolono mu podjąć pracę.
- 31 stycznia – w niewyjaśnionych okolicznościach zmarł nagle Jacek Jerz – współzałożyciel i wiceprzewodniczący radomskiej „Solidarności”, członek władz KPN i KOWzP, wobec którego SB prowadziła w tym okresie „przedsięwzięcie specjalne”[2]. Według władz IPN prawdopodobną przyczyną śmierci było otrucie w sposób analogiczny do próby podjętej wcześniej w Radomiu wobec Anny Walentynowicz[3]. Pogrzeb był wielką manifestacją z udziałem tysięcy osób[4]. Patrz: Jacek Jerz – Okoliczności śmierci.
- 9 marca – Anna Walentynowicz stanęła przed sądem w Grudziądzu, oskarżona o organizowanie strajku w grudniu 1981 r. Na rozprawę przyjechał Lech Wałęsa. Walentynowicz skazano na 1,5 roku więzienia w zawieszeniu.
- 22 kwietnia – aresztowano we Wrocławiu Józefa Piniora, który na kilka dni przed wprowadzeniem stanu wojennego podjął z konta „S” – 80 mln zł, ratując je w ten sposób przed konfiskatą.
- 1 maja – niezależne demonstracje i pochody „Solidarności” w całym kraju. W wielu miejscach doszło do starć z ZOMO.
- 12 maja – milicja zatrzymała na Rynku Starego Miasta w Warszawie Grzegorza Przemyka, który dwa dni później zmarł w wyniku pobicia. Władza próbowała obarczyć odpowiedzialnością pracowników pogotowia ratunkowego. Maturzyści warszawskich szkół odwołali bale maturalne, a uczniowie w szkołach nosili żałobę.
- 16 czerwca – 23 czerwca – Jan Paweł II przybył z II Pielgrzymką do Polski.
- 22 lipca – zniesiono stan wojenny, który trwał 586 dni. Na następne 894 dni wprowadzono „Szczególną regulację prawną w okresie przezwyciężania kryzysu społeczno-ekonomicznego”. Wojskowa Rada Ocalenia Narodowego została rozwiązana. Postanowiono na mocy amnestii wypuścić niektórych uwięzionych działaczy „Solidarności”.
- 28 lipca – Sejm uchwalił zmiany w kodeksie karnym, kodeksie wykroczeń i kodeksie postępowania karnego oraz w ustawie o cenzurze. Zmiany w kodeksie karnym zwiększyły represje karne (nawrót do przepisów tzw. małego kodeksu karnego, czyli znaczne rozszerzenie pojęcia czynów, które władza uznaje za przestępstwa polityczne), a w ustawie o cenzurze wycofano się ze zobowiązań podjętych w Porozumieniach Sierpniowych.
- 13 sierpnia – w rocznicę strajku sierpniowego w Gdańsku odbyły się uroczyste msze święte. Manifestację przy pomniku Poległych Stoczniowców rozbiło ZOMO.
- 19 sierpnia – rozwiązano Związek Literatów Polskich, założony w 1920 r. przy współudziale Stefana Żeromskiego. Spotkało się to z protestami środowiska literackiego w kraju i za granicą.
- Odbyła się pierwsza ogólnopolska pielgrzymka robotników na Jasną Górę.
- 5 października – Lechowi Wałęsie przyznano Pokojową Nagrodę Nobla. Przewodniczący „Solidarności” oświadczył, że jest to „Nagroda dla ludzi i spraw, o które walczyliśmy w duchu pokoju i sprawiedliwości”.
- 5 grudnia – pobito więźniów w Barczewie (m.in. Władysława Frasyniuka), niektórych polewano wodą na mrozie.
- 10 grudnia – żona Lecha Wałęsy, Danuta, odebrała w Oslo Pokojową Nagrodę Nobla. Spotkała się m.in. z przywódcami związkowymi z całego świata.
- 12 grudnia – ks. Jerzy Popiełuszko został wezwany na przesłuchanie do prokuratury. Zarzucono mu wykorzystywanie zgromadzeń religijnych do celów politycznych. W tym czasie w jego mieszkaniu dokonano bezprawnej rewizji.
- 13 grudnia – Lech Wałęsa złożył na Jasnej Górze – jako wotum – złoty medal Pokojowej Nagrody Nobla.
- 16 grudnia – w wielu miastach doszło do demonstracji.

## Rok 1984
- 16 stycznia – w Genewie Międzynarodowa Organizacja Pracy rozpoczęła śledztwo przeciwko władzom PRL. Polskim władzom zarzucono naruszenie Konwencji 87 o wolności ruchu związkowego oraz Konwencji 98 o uprawnieniach świata pracy do zrzeszania się. Był to czwarty przypadek śledztwa MOP przeciw rządom naruszającym prawa pracownicze – po Boliwii, Argentynie i Urugwaju. Do Genewy nie przybyli zaproszeni przedstawiciele „Solidarności”: Lech Wałęsa, Bogusław Choina (lekarz z Gliwic), Edmund Bałuka, Andrzej Gwiazda, Marian Jurczyk, Anka Kowalska, Andrzej Milczanowski i Anna Walentynowicz. Jako świadkowie zeznawali członkowie „Solidarności” będący na emigracji.
- 7 lutego – w niewyjaśnionych okolicznościach został zamordowany działacz NSZZ RI „S” Piotr Bartoszcze.
- 24 lutego – zmarł w Gdańsku Lech Bądkowski. Na pogrzeb przybyło tysiące osób.
- 18 marca – Janusz Pałubicki przerwał trwającą blisko 100 dni głodówkę (był przymusowo dokarmiany) na wiadomość o czekającej go operacji wszczepienia rozrusznika serca.
- 5 kwietnia – ze względu na zły stan zdrowia oskarżonych sąd w Katowicach na czas nieokreślony odroczył proces Anny Walentynowicz i Ewy Tomaszewskiej aresztowanych pod zarzutem zorganizowania manifestacji w grudniu 1983 r. pod krzyżem przy kopalni „Wujek”.
- 20 kwietnia – jedenastu więzionych przywódców „Solidarności” odrzuciło ofertę władz wynegocjowaną przez Kościół, a przedstawioną za pośrednictwem doradców Związku – zwolnienie z więzienia w zamian za wyrzeczenie się przez dwa lata działalności politycznej lub wyjazd za granicę.
- 17 czerwca – wybory do rad narodowych – najniższa frekwencja w historii PRL (według niezależnych obliczeń frekwencja wyniosła: w Warszawie ok. 57 proc., a w Gdańsku ok. 51 proc.).
- 13 lipca – przed Sądem Warszawskiego Okręgu Wojskowego rozpoczął się proces czterech działaczy KSS KOR – Adamowi Michnikowi, Jackowi Kuroniowi, Zbigniewowi Romaszewskiemu i Henrykowi Wujcowi postawiono zarzut, że „począwszy od 1977 roku podjęli czynności przygotowawcze w celu obalenia przemocą konstytucyjnego ustroju i osłabienia mocy obronnej PRL”. 18 lipca sąd odroczył rozprawę i nigdy już do niej nie powrócił.
- 21 lipca – Sejm uchwalił amnestię, która objęła wszystkich skazanych (58 osób) i aresztowanych tymczasowo (602 osoby) za czyny o charakterze politycznym.
- 22 lipca – zostało uwolnionych wielu działaczy „Solidarności”, m.in. Gwiazda, Rulewski, Frasyniuk, Słowik, Kropiwnicki, Michnik i Jaworski. Wiele osób zdecydowało się na emigrację na Zachód. Bogdana Lisa i Piotra Mierzewskiego oskarżono o zdradę ojczyzny (postawiono im zarzut, którego amnestia nie objęła). Amnestia nie objęła skazanych za zabójstwo sierżanta Karosa, skazanych za wysadzenie makiety – godła ZSRR w Żorach i usiłowanie wysadzenia czołgu, skazanych za detonowanie materiałów wybuchowych w proteście przeciwko zabójcom demonstrantów w Lubinie.
- 31 sierpnia – uroczystości w rocznicę Sierpnia ’80 przebiegły spokojnie. W Gdańsku obchody trwały już od 26 sierpnia: odbyły się wernisaże i koncerty. M.in. w kościele u o.o. Dominikanów zorganizowano wystawę „Artyści malarze – stoczniowcom”, a Witold Lutosławski zaprezentował w kościele św. Michała w Sopocie III Symfonię.
- 19 października – został uprowadzony i zamordowany ks. Jerzy Popiełuszko.
- 23 października – aresztowano Adama Hodysza oraz Piotra Siedlińskiego – oficerów SB, którzy współpracowali z podziemną „Solidarnością”.
- 3 listopada – w uroczystościach pogrzebowych ks. Popiełuszki wzięło udział kilkaset tysięcy ludzi.

## Rok 1985
- 13 lutego – SB zatrzymała w Gdańsku 7 działaczy „S”. Aresztowano trzech z nich: Władysława Frasyniuka, Bogdana Lisa i Adama Michnika. Natomiast Lecha Wałęsę, Stanisława Handzlika, Jacka Merkla, Janusza Pałubickiego, Krzysztofa Pusza i Mariusza Wilka uwolniono.
- 24 lutego – nieudany zamach na życie ks. Kazimierza Jancarza z nowohuckiego kościoła w Mistrzejowicach.
- 28 lutego – od tego dnia aż do połowy marca doszło do kilkakrotnych akcji strajkowych w Zakładach im. Róży Luksemburg w Warszawie. Pracownice żądały podwyżek o 3 tys. zł.
- 9 marca – aresztowano 7 członków KPN, m.in. Leszka Moczulskiego.
- 14 kwietnia – w Krakowie ogłoszono deklarację założycielską Ruchu Wolność i Pokój.
- 1 maja – niezależne pochody 1-majowe „Solidarności” zostały zaatakowane przez ZOMO w Gdańsku, Poznaniu, Łodzi, Nowej Hucie i Wrocławiu. W Warszawie demonstracja przebiegła bez interwencji milicji.
- 15 maja – ks. Sylwester Zych (skazany na 6 lat „za udzielenie pomocy zabójcom sierż. Karosa”) rozpoczął strajk głodowy w więzieniu w Braniewie – domagał się poprawy warunków i przeniesienia do celi z innymi więźniami politycznymi (przez 9 miesięcy był zamknięty w izolatce).
- 23 maja – rozpoczął się w Gdańsku proces Bogdana Lisa, Adama Michnika i Władysława Frasyniuka. Był to jeden z najbardziej skandalicznych procesów w okresie „zawieszenia stanu wojennego”. Składowi sędziowskiemu przewodniczył prezes sądu wojewódzkiego w Gdańsku Krzysztof Zieniuk, który m.in. uniemożliwił kontakt oskarżonych z adwokatami. Protest przeciwko procesowi nadesłało m.in. 28 laureatów Nagrody Nobla. Lisa skazano na 2,5 roku, Michnika na 3 lata, a Frasyniuka na 3,5 roku więzienia.
- 24 lipca – Sejm znowelizował ustawę o związkach zawodowych, w której zapisano, że w jednym zakładzie pracy może działać tylko jedna organizacja związkowa.
- 31 sierpnia – obchody podpisania Porozumień Sierpniowych ograniczyły się do uroczystych nabożeństw.
- 13 października – wybory do Sejmu. Niezależne demonstracje w Gdańsku i Nowej Hucie. W całym kraju akcja liczenia frekwencji wyborczej – w Gdańsku wyniosła ok. 52% (oficjalnie ok. 70%), a w kraju 66% (oficjalnie 78%).
- 2 listopada – w Olsztynie na skutek pobicia przez milicjantów zmarł student I roku Uniwersytetu Gdańskiego Marcin Antonowicz. Rektor UG, prof. Karol Taylor, za niezależną postawę i domaganie się ukarania winnych zbrodni, został odwołany.
- 19 listopada – w USA powołano Fundację Solidarność. W skład jej Komitetu Doradczego weszli m.in. Ted Kennedy, Robert Davis, Jeane Kirkpatrick, Alojzy Mazewski, Jerzy Giedroyć. Dyrektorem fundacji został Piotr Mroczyk.
- 16 grudnia – w czwartą rocznicę śmierci górników z „Wujka” po uroczystej mszy, na którą przybyły delegacje ze wszystkich miast regionu oraz z wielu miast Polski, pochód prowadzony przez robotników z Huty Katowice przemaszerował do kopalni. Przy krzyżu złożono wieńce i kwiaty, a Andrzej Rozpłochowski wygłosił okolicznościowe przemówienie. Rozchodzących się manifestantów zaatakowała milicja.

## Rok 1986
- 9 stycznia – w Gdańsku aresztowano działającego w podziemiu od 13 grudnia Borusewicza, który w czasie aresztowania w drukarni próbował uciec i dlatego został przykuty do krzesła, na którym wyniesiono go do milicyjnej suki.
- 16 lutego – delegacje rolników z całej Polski zebrały się w Rzeszowie w piątą rocznicę podpisania porozumień rzeszowsko-ustrzyckich. Delegatów witał Józef Ślisz. Uchwalono apel o uwolnienie działaczy chłopskich: Józefa Teligi, Jana Beszty-Borowskiego, Janusza Szkutnika.
- 1 marca – rząd obniżył z 19 do 15% planowaną waloryzację emerytur tzw. starego portfela.
- 26 kwietnia – katastrofa w elektrowni atomowej w Czarnobylu. Władza z opóźnieniem poinformowała o tym społeczeństwo. Od tego czasu nasilały się wystąpienia polskich grup ekologicznych (szczególnie WiP) i protesty wobec budowy elektrowni w Żarnowcu.
- 28 kwietnia – w komunikacie „Sieć” podała, że wzrost cen w okresie od 15 grudnia 1985 r. do 15 marca 1986 r. – po uwzględnieniu korekty na sezonowe zmiany – wyniósł 5,1 proc. Koszt wegetacji, obliczony na podstawie badań budżetów niezamożnych rodzin, w IV kwartale 1985 r. wyniósł średnio 8477 zł, a w marcu 1986 r. – 9200 zł.
- 21 maja – przed sądem w Elblągu rozpoczął się proces Edmunda Krasowskiego, Marii Romanowskiej i Ryszarda Stolarowicza. Krasowski przed procesem przez 5 miesięcy prowadził głodówkę protestacyjną.
- 25 czerwca – sąd wojskowy w Warszawie skazał zaocznie na karę śmierci płk Ryszarda Kuklińskiego.
- 31 sierpnia – po mszy w bazylice mariackiej upamiętniającej rocznicę Porozumień Gdańskich Wałęsa z grupą kilkudziesięciu osób złożył kwiaty pod pomnikiem Poległych Stoczniowców.
- 11 września – zwolniono z więzień m.in. Borusewicza, Lisa i Bujaka. Wraz ze zwolnionymi w lipcu więzienia opuściło 225 więźniów politycznych.
- 30 września – Wałęsa powołał pierwszą od początku stanu wojennego jawną i działającą otwarcie strukturę kierowniczą Związku – Tymczasową Radę NSZZ „Solidarność” w składzie: Borusewicz, Bujak, Frasyniuk, Jedynak, Lis, Pałubicki i Pinior. W następnych dniach ujawniły się regionalne struktury Związku w Warszawie, Lublinie, Katowicach i Łodzi. Zaczęły powstawać jawne struktury w zakładach pracy. Komisje zakładowe składały w sądach wnioski o rejestrację.
- 18 listopada – „S” została przyjęta do międzynarodowych central związkowych: Światowej Konfederacji Pracy(inne języki) i Międzynarodowej Konfederacji Wolnych Związków Zawodowych(inne języki).
- 10 grudnia – powstała Komisja Interwencji i Praworządności NSZZ „Solidarność”. Jej przewodnictwo objął Romaszewski.

## Rok 1987
- 10 marca – Lech Wałęsa powierzył rzecznikowi prasowemu NSZZ „Solidarność” Januszowi Onyszkiewiczowi zadanie utworzenia Komisji Informacji.
- 28 marca – kolejne ustawowe podwyżki cen. Lech Wałęsa dzień później oświadczył: „Po sześciu latach po raz pierwszy mówię: dość! Po raz pierwszy jestem zdecydowanie przeciw! Podwyżka cen pozostaje nadal dla społeczeństwa jedyną oznaką reformy gospodarczej w naszym kraju”.
- 29 marca – Tymczasowa Krajowa Rada Rolników „Solidarność” wybrała na swego przewodniczącego Józefa Ślisza, przewodniczącego Komisji ds. Realizacji Porozumień Rzeszowsko-Ustrzyckich.
- 22 maja – przyleciał do Polski senator Ted Kennedy. Wręczył nagrodę Praw Człowieka im. J.F. Kennedy’ego Zbigniewowi Bujakowi i Adamowi Michnikowi. Złożył kwiaty na grobie ks. Popiełuszki. 24 maja przyjechał do Gdańska, gdzie w kościele św. Brygidy spotkał się z Lechem Wałęsą i mieszkańcami Trójmiasta.
- 1 czerwca – w Dzień Dziecka zainicjowała działalność wrocławska Pomarańczowa Alternatywa.
- 8–14 czerwca – pielgrzymka Jana Pawła II do Polski. Papież odwiedził Warszawę, Majdanek, Lublin, Tarnów, Kraków, Szczecin, Gdynię, Gdańsk, Jasną Górę i Łódź.
- 1 sierpnia – Lech Wałęsa poinformował, że komitet obchodów 200-lecia uchwalenia konstytucji amerykańskiej mianował go honorowym członkiem komitetu i zaprosił do udziału w obchodach rocznicy. W lipcu Kongres Stanów Zjednoczonych uchwalił przyznanie „Solidarności” na rok 1987 pomocy w wysokości jednego miliona dolarów.
- 31 sierpnia – po mszy w kościele św. Brygidy ok. 5-tysięczna manifestacja dotarła przed pomnik, gdzie została rozpędzona przez zomowców. Manifestacje odbyły się także w Warszawie, Wrocławiu, Lublinie i Bydgoszczy.
- 25 października – na wspólnym posiedzeniu TKK „S” i Tymczasowej Rady NSZZ „S” powołano jednolite kierownictwo – Krajową Komisję Wykonawczą NSZZ „Solidarność”.
- 27 października – z oficjalną wizytą przybył do Polski wiceprezydent USA George H.W. Bush. Spotkał się z Lechem Wałęsą i złożył kwiaty na grobie ks. Popiełuszki.
- 29 listopada – rządowe referendum w sprawie tempa i zakresu reform – po raz pierwszy władza przyznała się, że nie uzyskała większości. W skali kraju najniższą frekwencję odnotowano w Gdańsku (oficjalnie ok. 44%).

## Rok 1988
- 1 stycznia – przestano zakłócać Radio Wolna Europa, a wcześniej inne zachodnie rozgłośnie nadające w języku polskim.
- 16 stycznia – w Ministerstwie Zdrowia został złożony do zaopiniowania statut Fundacji Społecznej „S”, która miała się zająć rozdysponowaniem jednego miliona dolarów przyznanych „Solidarności” przez Kongres USA.
- 8 marca – we Wrocławiu aresztowano Waldemara Fydrycha „Majora” (twórca Pomarańczowej Alternatywy) za „zakłócanie porządku publicznego” (w czasie happeningu na Dzień Kobiet pt. „Martyrologia Matki Polki” we Wrocławiu rozdawano kobietom podpaski higieniczne).
- 13 marca – na obradach KKW wyrażono niepokój z powodu represji, które dotknęły studentów w 20. rocznicę Marca 68. Podano także aktualny skład KKW: Lech Wałęsa (przewodniczący), Zbigniew Bujak, Jerzy Dłużniewski, Władysław Frasyniuk, Stefan Jurczak, Bogdan Lis, Andrzej Milczanowski, Janusz Pałubicki, Antoni Stawikowski, Antoni Tokarczuk i Stanisław Węglarz.
- 21 kwietnia – na wiecu w Hucie Stalowa Wola zebrało się blisko 5 tys. pracowników. Żądali podwyżek płac o 20 tys. zł oraz zaprzestania represjonowania działaczy Komitetu Założycielskiego NSZZ „Solidarność”.
- 26 kwietnia – początek strajków w Hucie im. Lenina w Nowej Hucie. Strajkujący zażądali zwiększenia rekompensat do 12 tys. zł. Akcja ZOMO przerwała strajk.
- 2 maja – początek strajku w Stoczni Gdańskiej. Po dwóch dniach stocznię otoczyły oddziały ZOMO i odcięto łączność telefoniczną. Nazajutrz do stoczni z pełnomocnikiem Episkopatu do podjęcia mediacji przyjechali Tadeusz Mazowiecki i Andrzej Wielowieyski. Ich rozmowy z dyrekcją nie dały żadnych rezultatów. Protest stoczniowców poparli strajkiem okupacyjnym jedynie studenci Uniwersytetu Gdańskiego.
- 5 maja – oddziały specjalne MO rozbiły strajk w Hucie im. Lenina w Krakowie. Dyrekcja „zawiesiła” działalność Stoczni im. Lenina w Gdańsku – wysłano pracowników na płatne urlopy. Zastrajkowała komunikacja miejska w Szczecinie.
- 10 maja – bez podpisania porozumień zakończył się strajk w Stoczni Gdańskiej. Strajkujący wyszli z zakładu i w pochodzie udali się do kościoła św. Brygidy.
- 19 czerwca – odbyły się wybory do rad narodowych – „Solidarność” wezwała do ich zbojkotowania. Według oficjalnych informacji frekwencja wyniosła 56%, w woj. gdańskim ok. 40%, a w samym Gdańsku ok. 27%.
- 15 sierpnia – rozpoczął się strajk w kopalni „Manifest Lipcowy” w Jastrzębiu.
- 16–20 sierpnia – strajki okupacyjne objęły kopalnie: „Moszczenica”, „Jastrzębie”, „XXX-lecia PRL”, „Borynia”, „ZMP”, „Krupiński”, „Andaluzja”, „1 Maja”, „Morcinek”, „Brzeszcze”, „Jaworzno” i inne. Głównym postulatem było przywrócenie „Solidarności”.
- 22 sierpnia – początek strajku w Stoczni Gdańskiej i Stoczni Północnej. Powołano MKS. W następnych dniach zastrajkowały także stocznie: Remontowa, „Wisła” i „Radunia”.
- 31 sierpnia – gen. Kiszczak spotkał się z Lechem Wałęsą w sprawie podjęcia rozmów przy Okrągłym Stole.
- 1 września – koniec strajków w stoczniach. Po ich zakończeniu powstał Międzyzakładowy Komitet Organizacyjny „S”, który był kontynuacją Międzyzakładowego Komitetu Strajkowego.
- 29 października – rząd Rakowskiego podjął decyzję o likwidacji Stoczni Gdańskiej. Lech Wałęsa uznał tę decyzję za prowokację wymierzoną w ideę porozumienia.
- 30 listopada – telewizyjna debata Lech Wałęsa – Alfred Miodowicz (szef OPZZ). Wałęsa zdecydowanie pokonał swojego oponenta.
- 10 grudnia – Lech Wałęsa wraz z Bronisławem Geremkiem i Andrzejem Wielowieyskim udali się do Paryża na zaproszenie prezydenta Mitteranda, by wziąć udział w uroczystościach z okazji 40-lecia podpisania Powszechnej Deklaracji Praw Człowieka i Obywatela.

## Rok 1989
- 19 stycznia – zakończyły działalność Międzyzakładowy Komitet Organizacyjny NSZZ „Solidarność” w Gdańsku oraz Regionalna Komisja Koordynacyjna NSZZ „Solidarność”, a na ich miejsce został utworzony Tymczasowy Zarząd Regionu pod przewodnictwem Bogdana Borusewicza.
- 21 stycznia – na plebanii kościoła św. Karola Boromeusza w Warszawie zamordowano ks. Stefana Niedzielaka.
- 30 stycznia – w Białymstoku zamordowano księdza Stanisława Suchowolca, duszpasterza miejscowej „S”.
- 6 lutego – rozpoczęły się obrady Okrągłego Stołu. Negocjacje prowadzono w trzech zespołach: do spraw gospodarki i polityki społecznej, reform politycznych oraz pluralizmu związkowego.
- 3 kwietnia – o trzeciej nad ranem zakończyły się rozmowy w Magdalence.
- 5 kwietnia – zakończyły się obrady Okrągłego Stołu.
- 12 kwietnia – ukazał się ostatni numer „Tygodnika Mazowsze”. Redakcja podjęła pracę w „Gazecie Wyborczej”.
- 17 kwietnia – Sąd Wojewódzki w Warszawie wpisał po siedmiu latach, czterech miesiącach i czterech dniach ponownie do rejestru związków zawodowych NSZZ „Solidarność”.
- 29 kwietnia – na posiedzeniu KKW NSZZ „S” postanowiono m.in. przyjąć w jej skład Bogdana Borusewicza, Lecha Kaczyńskiego i Henryka Wujca. Powołano Prezydium KKW w składzie: Bogdan Borusewicz, Zbigniew Bujak, Władysław Frasyniuk, Stefan Jurczak, Lech Kaczyński, Bogdan Lis, Jacek Merkel, Andrzej Milczanowski, Janusz Pałubicki, Alojzy Pietrzyk, Antoni Tokarczuk i Henryk Wujec.
- 8 maja – ukazał się pierwszy numer „Gazety Wyborczej”.
- 2 czerwca – ukazał się pierwszy numer reaktywowanego „Tygodnika Solidarność”. Redaktorem naczelnym został ponownie Tadeusz Mazowiecki.
- 4 czerwca – odbyła się pierwsza tura wyborów do Sejmu i Senatu. Kandydaci Komitetu Obywatelskiego „Solidarność” zdobyli 160 mandatów poselskich (na możliwych do zdobycia 161) i 92 senatorskie.
- 19 czerwca – w drugiej turze wyborów wszyscy kandydaci „Solidarności” – poza jednym – wygrali w swych okręgach wybory. Reprezentacja parlamentarna „Solidarności” liczyła po obu turach wyborów 161 posłów i 99 senatorów, PZPR – 173 posłów, ZSL – 76, SD – 27, PAX – 10, UChS – 5, PZKS – 5. Frekwencja wyborcza w pierwszej turze wyniosła ok. 62%, a w drugiej ok. 26%.
- 23 czerwca – ukonstytuował się Obywatelski Klub Parlamentarny. Na przewodniczącego wybrano Bronisława Geremka.
- 11 lipca – w Krynicy Morskiej zamordowano ks. Sylwestra Zycha.
- 9 sierpnia – Lech Wałęsa zaproponował utworzenie rządu złożonego z przedstawicieli „S”, ZSL i SD.
- 24 sierpnia – Sejm powołał Tadeusza Mazowieckiego na urząd Prezesa Rady Ministrów.
- 6 października – wicepremier Leszek Balcerowicz objaśnił założenia reformy gospodarczej i zaznaczył, że „nieuniknione będą bankructwa i bezrobocie, na najbliższy rok nie możemy składać żadnych łatwych obietnic. Tylko taki program daje szansę na wsparcie gospodarcze Zachodu”.
- 15 listopada – Wałęsa przemawiał w Kongresie Stanów Zjednoczonych, gdzie został odznaczony Medalem Wolności. Swoje przemówienie rozpoczął od słów rozpoczynających amerykańską konstytucję: We, the People – „My, Naród!”, i kontynuował: „Oto słowa, od których chcę zacząć moje przemówienie. Nikomu na tej sali nie muszę przypominać, skąd one pochodzą, nie muszę też przypominać, że ja, elektryk z Gdańska, też mam prawo się nimi posługiwać.” Przyjęto go z wielkim aplauzem.
- 28 grudnia – Sejm przyjął po trwającej zaledwie 11 dni pracy dziesięć ustaw gospodarczych, które w miejsce realnego socjalizmu wprowadzały podwaliny kapitalizmu.
- 29 grudnia – Sejm PRL uchwalił zmiany w konstytucji: nowa nazwa kraju – Rzeczpospolita Polska; nowy herb – orzeł w koronie; władza zwierzchnia należy do narodu, a nie do „przewodniej siły”.